# 等苞蓟
等苞蓟（学名：Cirsium fargesii）是菊科蓟属的植物，为中国的特有植物。分布在中国大陆的湖北、四川、陕西等地，生长于海拔2,440米的地区，多生在路边草丛中、河谷、沟边、山坡和山坡草甸，目前尚未由人工引种栽培。

## 别名
光苞蓟（中国高等植物图鉴）